# Пламен Дилков
Пламен Дилков е български инженер и предприемач в сферата на хидроенергетиката и в частност мини ВЕЦ.

## Биография
Пламен Дилков е роден на 21 януари 1972 г. в София. Завършва основно образование в Москва, средно – в 133 СОУ „Ал. С. Пушкин“ в София. В периода 1990 – 1995 г. следва Строително инженерство, профил Инфраструктури, в университета Тренто-Мезано (Италия) (www.unitn.it), като същевременно през 1994 г. е част от екипа, проектирал Италианската станция в Антарктида.
През 1996 г. е асистент в Инженерния факултет на същия университет и започва работа във водеща за Италия и Европа инженерингова компания, където достига до длъжност вицепрезидент. Ръководи и работи по изпълнението на проекти от национално значение, основно в областта на строителството на пътища, магистрали, жп линии, както в Италия, така и в Централна и Източна Европа. Връща се в България през 2006 г.

## Проект Среден Искър
От 2008 г. заема поста изпълнителен директор на „Петролвила България“. Реализира първата мощност от Проект „Среден Искър“, предвиждащ изграждането на девет малки руслова ВЕЦ с обща мощност от 25,7 MW по поречието на река Искър, с цел да генерира Единици Редуцирани Емисии (ЕРЕ)((англ. – ERU) в размер на 336 462 тона CO2 (чрез замяната на електричество от изкопаеми горива, с електроенергия произведена от водно енергийни източници – възобновяем енергиен източник, който не отделя парникови газове). Общата стойност на проекта „Каскада Среден Искър“ е около 115 млн. евро.
За заслуги и разработки в областта на опазване на околната среда през 2011 г. получава титлата академик от Международна академия на науките за екология и опазване на околната среда и водите към Санктпетербургския университет (Асоцииран член на ООН). От март 2011 г. е съпредседател и член на УС на СПЕЕ – България (Съюз на производителите на Екологична Енергия).
През ноември 2013 г. е избран за член на борда (един от 12 души) на европейската енергийна асоциация European Federation of Local Energy Companies (CEDEC).
На 12 ноември 2013 г. е избран за зам.-председател на Confindustria България – асоциацията на италианските предприемачи в България.